# Lena Olin
Lena Maria Jonna Olin (født 22. marts 1955) er en svensk skuespillerinde. Hun er mest kendt for sin medvirken i flere Hollywoodfilm, som blandt andet tæller Chocolat (1999) og The Reader (2008) med flere.
I 1989 blev Olin nomineret til en Oscar for bedste kvindelige birolle for filmen Fjender - en historie om kærlighed (1989), der er instrueret af Paul Mazursky.

## Privatliv
Tidligere dannede Lena Olin par med skuespilleren Örjan Ramberg. Hun er nu gift med filminstruktøren Lasse Hallström og har optrådt i flere af hans film.

## Udvalgt filmografi
- Ansigt til ansigt (1976, ukrediteret)
- Tabu (1977, ukrediteret)
- Picassos eventyr (1978)
- Græsenkemænd (1982)
- Fanny og Alexander (1982)
- Efter prøven (1984)
- Tilværelsens ulidelige lethed (1988)
- Friends (1988)
- Fjender - en historie om kærlighed (1989)
- Havana (1990)
- Romeo bløder (1993)
- Mr. Jones (1993)
- Hamilton (1998)
- Mystery Men (1999)
- The Ninth Gate (1999)
- Chocolat (2000)
- Queen of the Damned (2002)
- Hollywood Cops (2002)
- Alias (tv-serie, 2002-2005)
- Casanova (2005)
- Bang Bang Orangutang (2005)
- The Reader (2008)
- Remember Me (2010)
- Hypnotisøren (2012)
- Nattog til Lissabon (2013)
- Welcome to Sweden (tv-serie, 2014-2015)
- Mindhunter (tv-serie, 2017)
- Se upp för Jönssonligan (2020)
- Hilma (2022)
- Anden akt (2023)
- One Life (2023)
- The Darkness (tv-serie, 2024)